# Buttola Ede
Buttola Ede, művészneve: Eduard, Eddy Buttler (Budapest, 1902. augusztus 1. – 1982. szeptember 10.) dzsesszmuzsikus, zongorista, szaxofonos, zenekarvezető, zeneszerző.

## Életútja
Buttola Antal és Róth Jozefa fiaként született, sokgyermekes családból származott. Testvérei dzsesszmuzsikusok, illetve orvosok voltak. Gyermekkori barátja volt Rejtő Jenőnek, két közös operettet is írtak (Egy görbe éjszaka, Gróf Figaró).
Rákosi Szidi színiiskolájába járt, majd Losonczy Dezsőtől tanult zeneszerzést. Kiváló zongorista, szaxofonos, klarinétos és énekes volt. „Jolly Boys” nevű héttagú zenekart szervezett a harmincas években. A héttagú zenekar tagjai összesen 31 hangszeren játszottak. Rengeteg hanglemezt készítettek, és rendszeresen felléptek a budapesti Moulin Rouge-ban és sok európai városban.
1926. június 15-én Budapesten, az Erzsébetvárosban feleségül vette Pál Margit Ilonát.

## Filmszerepei
- Pillanatnyi pénzzavar (1937–38, zenekarával) – önmaga
- Cserebere (1940, zenekarával) – önmaga